# Mats Hådell
Mats Gösta Hådell, född 30 september 1944 i Solna i Stockholms län, död 3 januari 2000 i Stockholm, var en svensk barnskådespelare, TV-journalist och nyhetsankare i Aktuellt. Han var son till kompositören Gösta Hådell. 
Efter studier vid Stockholms universitet började Hådell arbeta på Sveriges Radio år 1969, och 1972 anställdes han som programledare på Aktuellt. Förutom något år som pressekreterare vid SR-koncernen och Sida-projektet i Bai Bang i Vietnam, arbetade han hela tiden för Aktuellt.
Före sin död hade Hådell varit sjukskriven en tid på grund av giftstruma.

## Filmografi[2](urval)
- 1953 – Gycklarnas afton
- 1960 – 16 år (TV-serie)
- 1960 – Balkongen
- 1981 – Sopor
- 1995 – Esters testamente (TV-serie)